# Louis Van De Perck
Jan Lodewijk „Louis“ Van De Perck (* 14. Oktober 1889 in Hoboken; † 30. November 1953 in Kapellen) war ein belgischer Bogenschütze.
Van De Perck startete sehr erfolgreich bei den Olympischen Spielen 1920 in Antwerpen. Er gewann mit der Mannschaft zwei Goldmedaillen – allerdings nahmen nur die Belgier am Wettbewerb teil; in den Individualkämpfen wurde er bei beiden Varianten des Festen Vogelzieles Zweiter und somit Silbermedaillengewinner.